# Thesur
Thesur è una suddivisione dell'India, classificata come town panchayat, di 6.918 abitanti, situata nel distretto di Kanyakumari, nello stato federato del Tamil Nadu. In base al numero di abitanti la città rientra nella classe V (da 5.000 a 9.999 persone).

## Geografia fisica
La città è situata a 08° 11' 43 N e 77° 28' 38 E.

## Società

### Evoluzione demografica
Al censimento del 2001 la popolazione di Thesur assommava a 6.918 persone, delle quali 3.469 maschi e 3.449 femmine. I bambini di età inferiore o uguale ai sei anni assommavano a 562, dei quali 289 maschi e 273 femmine. Infine, coloro che erano in grado di saper almeno leggere e scrivere erano 5.951, dei quali 3.087 maschi e 2.864 femmine.